# Mainar (kommunhuvudort)
Mainar är en kommunhuvudort i Spanien.   Den ligger i provinsen Provincia de Zaragoza och regionen Aragonien, i den nordöstra delen av landet, 220 km öster om huvudstaden Madrid. Mainar ligger 870 meter över havet och antalet invånare är 164.
Terrängen runt Mainar är platt söderut, men norrut är den kuperad. Mainar ligger nere i en dal. Runt Mainar är det mycket glesbefolkat, med 4 invånare per kvadratkilometer. Närmaste större samhälle är Cariñena, 17,3 km norr om Mainar. Trakten runt Mainar består till största delen av jordbruksmark.